# 卡诺埃特
卡诺埃特（法語：Carnoët，法語發音：[kaʁnwɛt]）是法国阿摩尔滨海省的一个市镇，位于该省西部偏南，属于甘冈区。

## 地名
该地名“Carnoët”发音为[kaʁnwɛt]，末尾字母“t”发音，《世界地名翻译大辞典》与《世界地名译名词典》将其误译作“卡诺埃”。

## 地理
卡诺埃特（48°22'4"N, 3°31'17"W）面积42.06 平方千米，位于法国布列塔尼大區阿摩尔滨海省，该省份为法国西北部沿海省份，位于布列塔尼半岛北部，北濒大西洋英吉利海峡，西接菲尼斯泰尔省，南至莫尔比昂省，东临伊勒-维莱讷省。
与卡诺埃特接壤的市镇（或旧市镇、城区）包括：迪欧特、洛卡恩、普卢拉克、普吕斯凯莱克、特雷布里旺、特雷夫兰、博拉泽克、普卢内韦泽勒、普拉文、斯克里尼亚克。
卡诺埃特的时区为UTC+01:00、UTC+02:00（夏令时）。

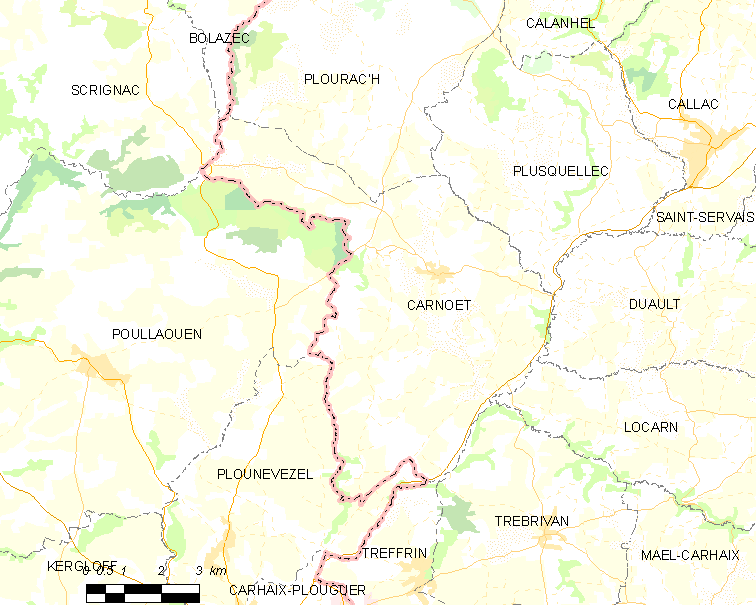
卡诺埃特的OSM定位图

## 行政
卡诺埃特的邮政编码为22160，INSEE市镇编码为22031。

## 政治
卡诺埃特所属的省级选区为卡拉克县。

## 人口

1962-2008年间卡诺埃特人口变化图示

卡诺埃特于2022年1月1日时的人口数量为667人。